# Самураят Рамонс
Самураят Рамонс (на японски: ＶＳ騎士ラムネ＆４０炎) е японски анимационен сериал. Създадени са общо 26 епизода в един сезон които са излъчвани по TV Tokyo. През 1997 г. излиза продължението му „VS Knight Ramune & 40 FRESH“ от които са излъчени шест епизода. Издадени са също така и манга изданията.

## В България
В България сериалът се излъчва през 2006 и 2007 г. по Канал 1. Дублажът е на Арс Диджитал Студио. Ролите се озвучават от Георги Стоянов, Ася Рачева, Живка Донева, Цветослава Симеонова и Цанко Тасев. Началната песен се изпълнява от Венцислава Стоилова.